# Elza Soares
Elza da Conceição Soares (Rio de Janeiro, 23 giugno 1930 – Rio de Janeiro, 20 gennaio 2022) è stata una cantante brasiliana, nota per la voce roca con la quale eseguiva canzoni di Musica Popolare Brasiliana, oltre che per essere stata sposata col calciatore Garrincha. Cominciò la carriera artistica a ventuno anni e ha registrato più di cinquanta album.

## Biografia
Nacque in una favela di Rio de Janeiro, da padre operaio e madre lavandaia. A dodici anni, il padre Avelino Gomes la forzò a sposarsi con un suo collega ventiduenne, Alaúrdes Soares, credendo erroneamente che questi l'avesse stuprata. Il marito le usava violenza ogni qual volta lei si rifiutava di avere dei rapporti ed ebbe il primo figlio a tredici anni. Complessivamente i bambini nati dalla relazione furono sette, di cui uno morto alla nascita e due per fame e tubercolosi.
Durante quegli anni, mentre lavorava in un manicomio e al sabato in fabbrica, partecipò a un concorso canoro presieduto dal musicista brasiliano Ary Barroso e ottenne le migliori valutazioni. Alla fine degli anni cinquanta effettuò una tournée in Argentina assieme a Mercedes Batista. Nel 1960 incise il suo primo disco e riscosse successo con la canzone Se acaso você chegasse, caratterizzata da un mix di samba e jazz. Si trasferì poi a San Paolo, dove cantò nei teatri e nei night, pubblicando nel 1962 il suo secondo album Bossa Negra. Quello stesso anno venne scelta per rappresentare il Brasile al Campionato mondiale di calcio che si disputava in Cile, un'occasione durante la quale ebbe modo di cantare accanto a Louis Armstrong e conoscere il futuro marito Garrincha, stella della Nazionale di calcio del Brasile.
Per lei, il calciatore lasciò la moglie e i sette figli precedentemente avuti, destando grande scalpore nell'opinione pubblica. La Soares, dal canto suo, venne considerata come una "rovina famiglie" e la dimora dove abitava venne anche colpita da uno sparo. I due si sposarono nel 1966, nell'ambasciata brasiliana in Bolivia. Il rapporto che li legò era forte ed ella arrivò perfino a rasarsi il capo come pegno da pagare una volta che il marito alcolizzato, per un periodo, smise di bere e tornò a giocare a calcio. Garrincha causò poi anche un incidente automobilistico che costò la vita alla madre della cantante.

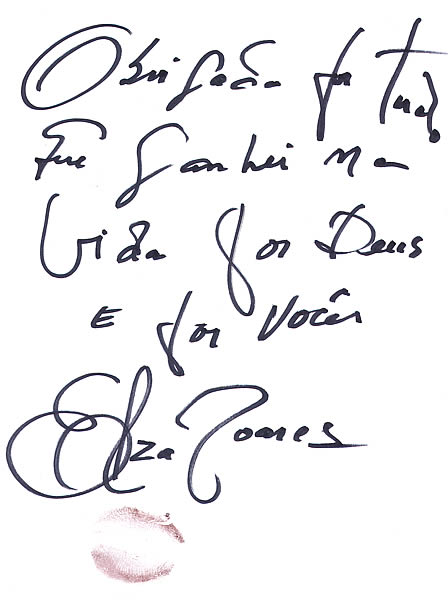
Dedica autografata dall'artista.

Tra i maggiori successi di questa decade si ricordano Rosa morena e Só danço samba (contenuti nell'album Sambossa del 1963); Na roda de samba (titolo dell'omonimo disco del 1964); Sambou, sambou e Mulata assanhada (facenti parte di Um show de beleza, 1965); Estatuto de gafieira e Deixa a nega gingar (Com a bola branca, 1966); Bahia de todos os deuses e Heróis da liberdade  (Elza, Carnaval & Samba, 1969) . All'inizio degli anni settanta si trasferì in Italia, dove si esibì nel Teatro Sistina e registrò i singoli Que maravilha e Mascara negra e l'album Sambas e mais sambas; con Maschera negra partecipò al Cantagiro 1970. Tornata in Brasile nel 1972, pubblicò quello stesso anno l'LP Elza pede passagem, contenente Saltei de banda e Maria-va-com-as-outras, e le fu assegnato il diploma di "Ambasciatrice del Samba" dal Conselho de música popular do Museu da Imagem e do Som di Rio. Nel 1973 fu la volta di Elza Soares (che includeva la hit Aquarela brasileira) e successivamente Nos braços do samba.
Nel 1977, anno in cui uscì Pilão+Raça=Elza, ebbe termine il matrimonio con Garrincha, allorché questi la percosse in preda ai fumi dell'alcol. Le canzoni di maggior successo del decennio furono Salve a Mocidade e Molandro. Gli anni ottanta furono caratterizzati da un calo di popolarità e dalla morte nel 1986 del figlio avuto con Garrincha, Garrinchinha, ma fu anche composta la canzone Língua assieme a Caetano Veloso e vennero registrati gli album Somos todos iguais (1986) e Voltei (1988).
Durante questo periodo visse per nove anni tra gli Stati Uniti e l'Europa, per poi tornare in Brasile e pubblicare Trajectoria (1997) e il CD live Carioca da Gema (1999). Nel 2000 si esibì in un concerto a Londra con i connazionali Gal Costa, Chico Buarque, Gilberto Gil, Caetano Veloso e Virginia Rodrigues, venendo premiata come "Miglior cantante del millennio" dalla BBC. Nel 2002 pubblicò l'album Do cóccix até o pescoço, che ottenne un gran successo di critica e le valse una nomination al Grammy. Nel 2004 uscì Vivo feliz, lavoro che non registrò lo stesso numero di vendite dei precedenti e che costituisce il tentativo di mescolare le classiche sonorità del samba e della bossa nova con quelle della moderna musica elettronica.

## Discografia parziale

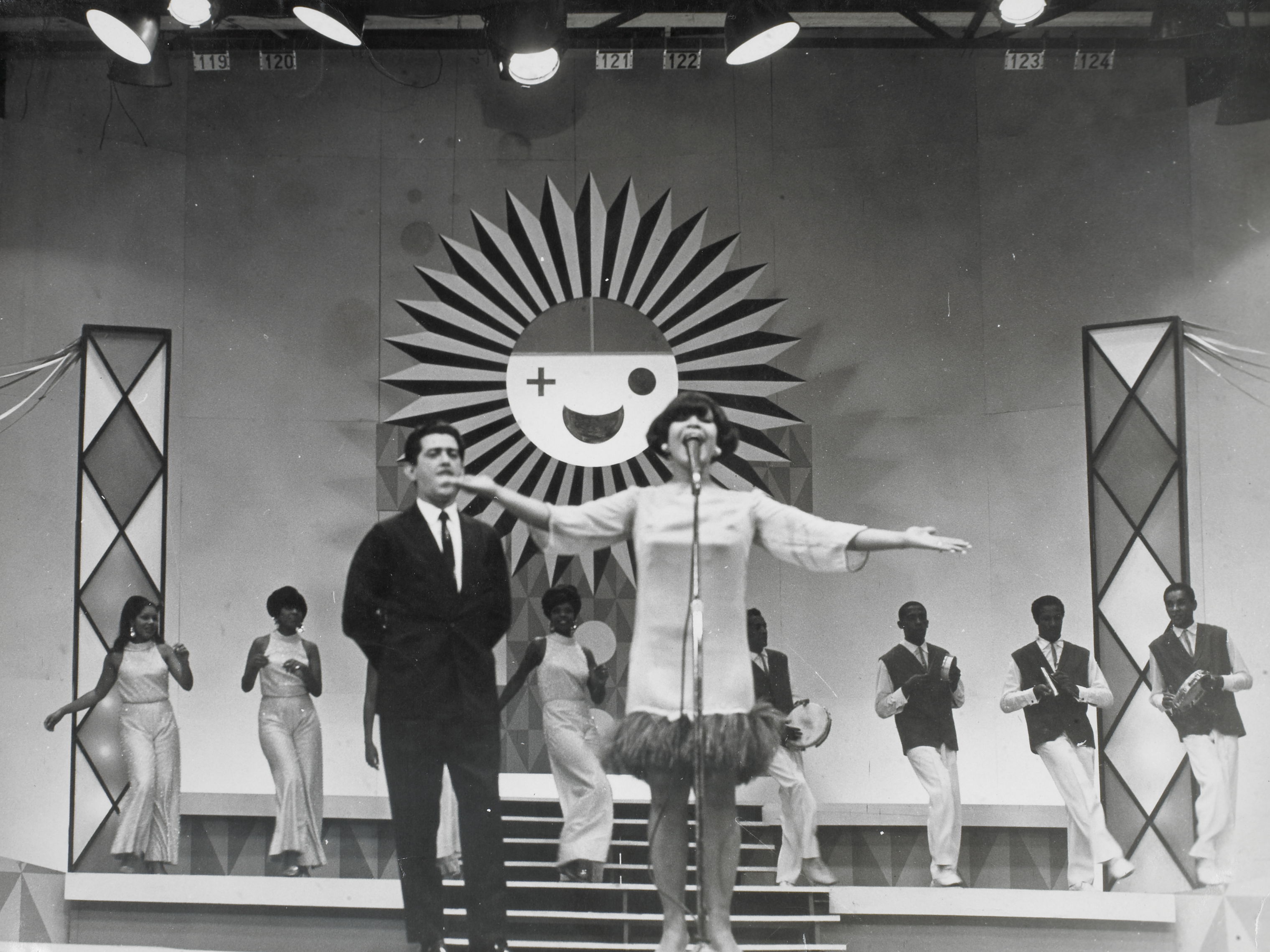
Elza Soares, 1967.

- Se acaso você chegasse (Odeon 1960)
- A bossa negra (Odeon 1961 / Universal 2003)
- Com a bola branca (Odeon 1966)
- Elza carnaval & samba (Odeon 1969 / EMI 2003)
- Elza pede passagem (Odeon 1972 / EMI 2004)
- Do cóccix até o pescoço (Maianga / Tratore 2002)
- Vivo feliz (Tratore 2004)
- Beba-me - Ao vivo (Biscoito Fino 2007)
- Chega de saudade - Trilha sonora do silme (Universal 2008)

### Raccolte
- Grandes sucessos de Elza Soares (Tapecar Brasil 1978)
- Salve a mocidade (Tapecar Brasil 1997)
- Meus momentos – Volumes 1 & 2 (EMI Brasil 1998)
- Elza Soares – Raízes do samba (EMI Brasil 1999)